# Australobolbus parvus
Australobolbus parvus es una especie de coleóptero de la familia Geotrupidae.

## Distribución geográfica
Habita en Nueva Guinea.